# Hasło opisu bibliograficznego

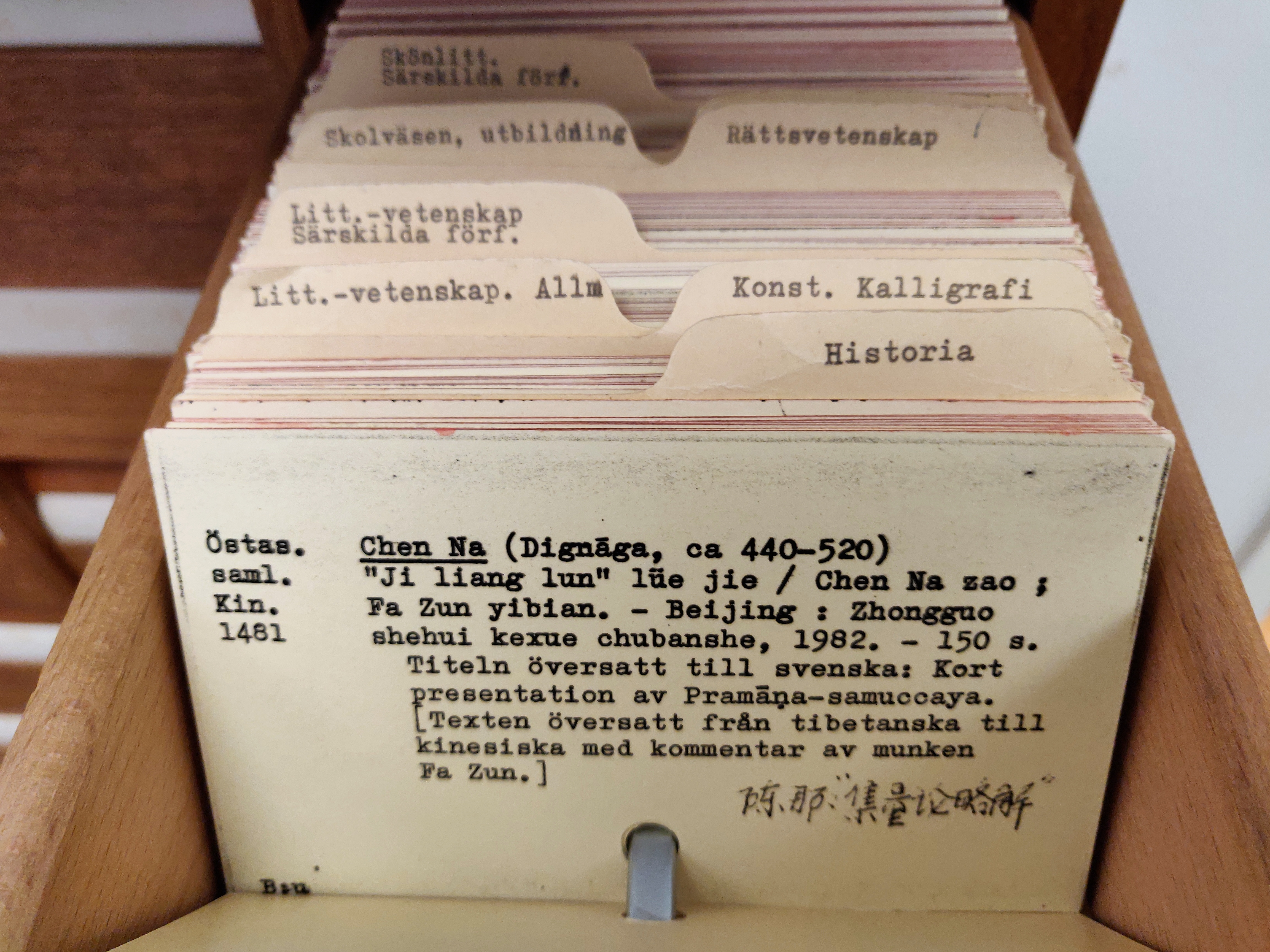
Karta katalogowa z hasłem opisu bibliograficznego

Hasło opisu bibliograficznego – wyrażenie o sformalizowanej i ujednoliconej postaci, służące do porządkowania zbiorów informacji o dokumentach w bibliografiach i katalogach. Hasłem opisu bibliograficznego powinno być hasło osobowe, tytułowe lub hasło korporatywne. Ze względu na rodzaj opisu hasła dzieli się na hasła główne i dodatkowe.